# Barrio de San Sebastián (Mérida, Yucatán)

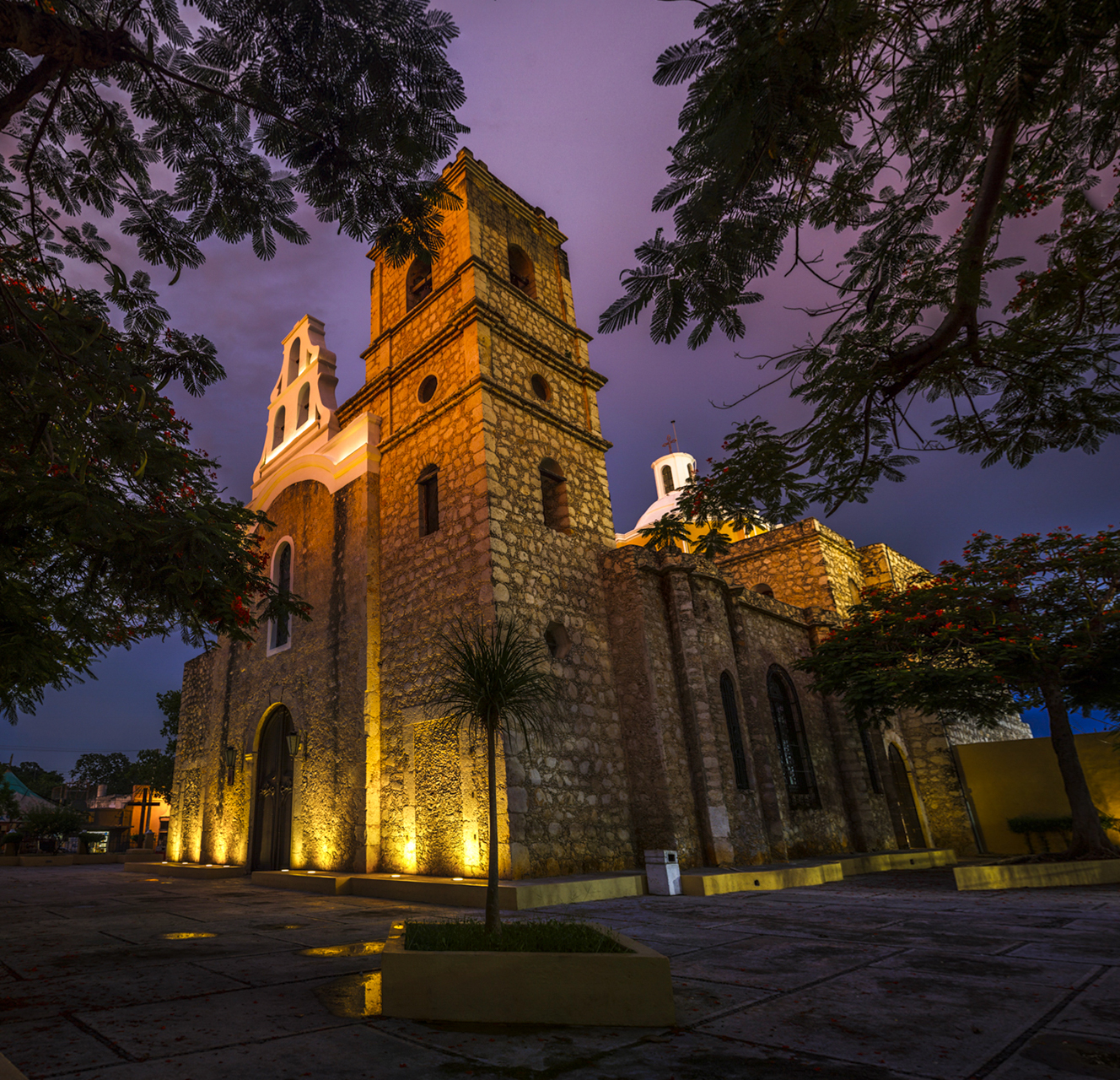
Iglesia de San Sebastián, en Mérida, Yucatán.

El barrio de San Sebastián en Mérida Yucatán, México es uno de los varios barrios que integran el centro histórico de la ciudad capital de Yucatán, conocida con el mote de Ciudad Blanca. Está ubicado en el suroeste de la ciudad en el rumbo del viejo cementerio general.
20°57′31″N 89°37′56″O / 20.958539, -89.632324

## Datos históricos

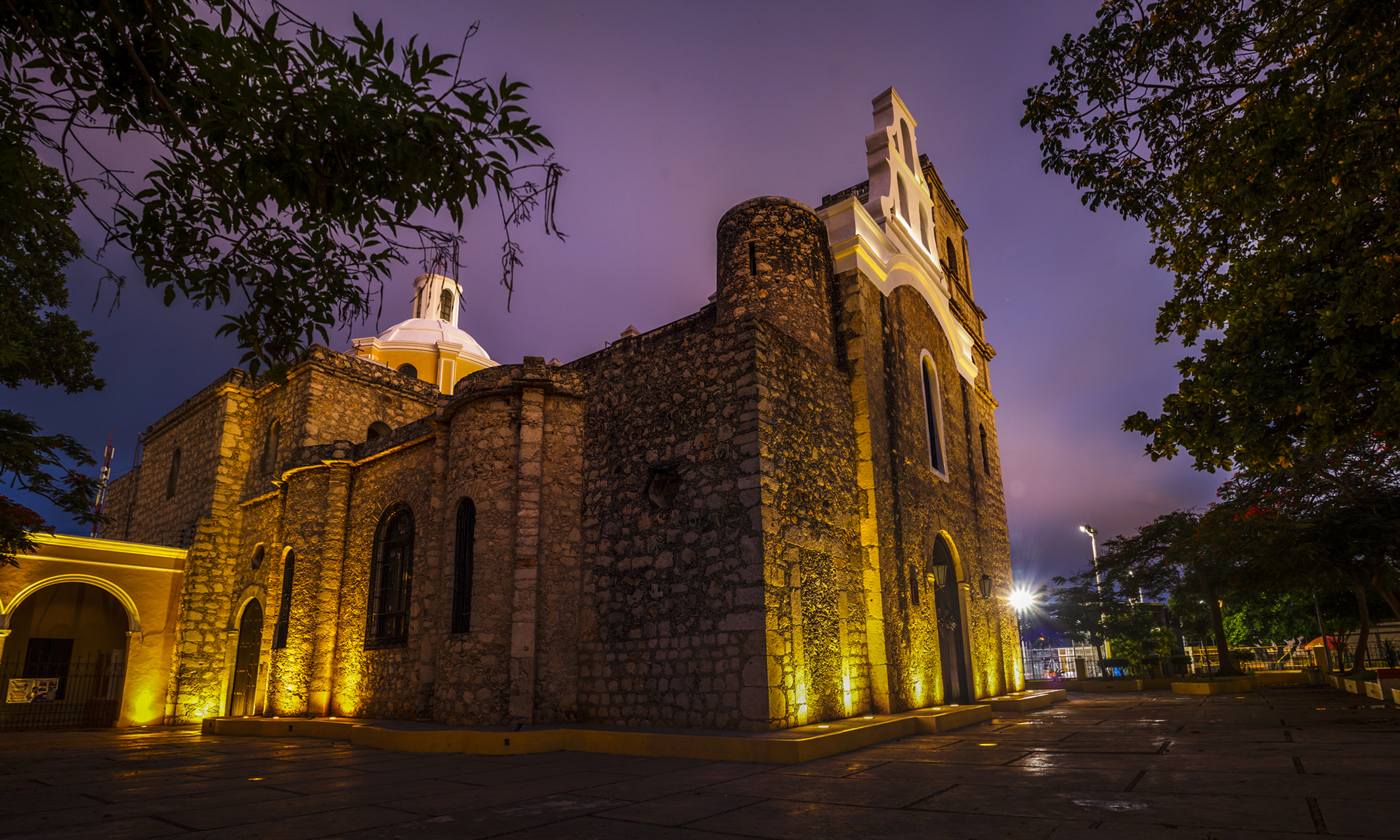
Vista nocturna de Iglesia de San Sebastián, en Mérida, Yucatán, agosto de 2015.

El mote de ciudad blanca dado a la ciudad de Mérida, deriva, según investigación del historiador Michel Antochiw Kolpa, no por el encalado con que solían pintarse sus muros y fachadas desde la época colonial hasta entrado el siglo XX, usándose para ello la cal derivada de la cocción del carbonato de calcio proveniente de la piedra caliza abundantísima en la región, ni tampoco por la proverbial limpieza de la Ciudad, sino de un hecho que se remonta a la fundación de la Ciudad en 1542: Los Montejo padre, hijo y sobrino, conquistadores de Yucatán y fundadores de Mérida, así como sus acompañantes coetáneos y aún después, a lo largo del primer siglo que siguió a la conquista, quisieron por razones de seguridad y de fundado temor, ante la rebeldía pertinaz de los mayas que nunca pudo abatirse totalmente (según lo demuestra la rebelión de Jacinto Canek a mediados del siglo XVIII y la cruenta y prolongada Guerra de castas estallada en 1848 y no concluida sino hasta empezado el siglo XX), hacer una ciudad blanca, esto es, para los blancos. Esa fue su intención y su diseño original, de ahí las puertas de acceso a la ciudad más allá de las cuales estaban los barrios de indios, que más tarde serían desbordados por el crecimiento demográfico. 
Más tarde pudo comprobarse que era más fuerte la necesidad de los conquistadores de tener cerca la mano de obra requerida por la siempre creciente mancha urbana, que su deseo inicial de permanecer étnicamente puros, aislados y protegidos en el espacio urbano creado sobre las ruinas de la vieja ciudad maya de Ichcaanzihó (T'Hó).
El barrio de San Sebastián forma parte de los barrios de segunda generación en la ciudad de Mérida junto con el barrio de La Mejorada y el de Santa Ana. Se ha explicado su aparición urbana por el crecimiento del núcleo original de la ciudad a partir de la conquista y de los asentamientos realizados por los fundadores.
Su templo, que fue por mucho tiempo una humilde ermita rústica, fue de los primeros en ser edificados por los españoles recién asentados a mediados del siglo XVI. El pueblo llamó y sigue llamando a la iglesia del lugar "Nuestra Señora de San Sebastián". No fue sino hasta finales del siglo XVIII (1796) en que Juan Esteban Quijana, filántropo del lugar, encabezando a varios vecinos culminó la construcción del templo moderno que, más tarde, en 1889, en atención al progresivo desarrollo del barrio, el obispo Crescencio Carrillo y Ancona elevó la jerarquía de parroquia bajo el título de San Sebastián y el mismo especial patrocinio de Nuestra Señora de la Asunción.
En 1790 el gobernador Lucas de Gálvez abrió el camino real a San Francisco de Campeche que partía del barrio de San Juan pasando por la ermita de Santa Isabel atravesando todo el barrio de San Sebastián. Este camino le dio a lo largo de los años gran vitalidad urbanística al rumbo.
Las fiestas tradicionales del barrio que durante mucho tiempo se celebraron en el mes de mayo, son ahora celebradas el mes de agosto de todos los años y hasta la fecha, durante ese mes se organizan gremios y vaquerías.
Es común escuchar el comentario popular de que el panucho que es un platillo propio de la gastronomía de Yucatán fue creado originalmente en este barrio.